# Thorelliola dissimilis
Thorelliola dissimilis is een spinnensoort in de taxonomische indeling van de springspinnen (Salticidae).
Het dier behoort tot het geslacht Thorelliola. De wetenschappelijke naam van de soort werd voor het eerst geldig gepubliceerd in 2009 door Gardzińska.